# Адриана Чечик
Адриа́на Че́чик (англ. Adriana Chechik), имя при рождении Де́зара Кристи́на Чарльз (англ. Dezarae Kristina Charles; род. 4 ноября 1991 года) — американская порноактриса и модель. 

## Биография
Выросла в семье приёмных родителей в Даунингтауне (Пенсильвания). В одном из интервью сказала, что имеет русские, сербские и английские корни, хотя и не уверена в этом; впоследствии подтверждала своё русско-сербское происхождение. В одном из интервью в начале карьеры в порно утверждала, что родители удочерили её из Сибири в возрасте 8 месяцев, а когда ей было 11 лет, они развелись.
Училась на биохимика в Дрексельском университете, затем танцевала стриптиз в клубе во Флориде. В порноиндустрии с 2013 года, где практикует жёсткий стиль, глубокий минет, групповой секс, триолизм, причём с двойным как вагинальным, так и анальным проникновением. Во многом приобрела известность благодаря своей способности к многократному сквирту.
По данным на 2021 год снялась в 1085 порнофильмах.
9 октября 2022 сломала спину в двух местах, прыгнув в мягкий бассейн. Была проведена операция по установлению фиксатора для поддержки позвоночника. Проходит длительную реабилитацию.

## Награды и номинации
| Год  | Церемония | Категория                                         | Работа | Результат |
| ---- | --------- | ------------------------------------------------- | --- | --------- |
| 2014 | AVN Award | Лучшая парная сцена секса                         | The Innocence of Youth 5 (с Брюсом Венчуром)                                                               | Номинация |
| 2015 | AVN Award | Лучшая сцена анального секса                      | Internal Damnation 8 (вместе с актёром Мануэлем Феррара)                                                   | Победа    |
| 2015 | AVN Award | Самая возмутительная сексуальная сцена            | Gangbang Me (вместе с актёрами Эриком Эверхардом, Джеймсом Дином и Миком Блу)                              | Победа    |
| 2015 | AVN Award | Лучшая лесбийская сцена секса                     | A Mother Daughter Thing (с Даной Дирмонд)                                                                  | Номинация |
| 2015 | AVN Award | Лучшая сцена группового секса                     | This Is My First... A Gang Bang Movie (с Джорданом Эшем, Карло Каррерой, Рамоном Номаром и Томми Пистолом) | Номинация |
| 2015 | AVN Award | Лучшая сцена стриптиза                            | I Love Big Toys 69                                                                                         | Номинация |
| 2015 | AVN Award | Лучшая сцена триолизма Ж/Ж/М                      | Allie (с Элли Хейз и Мануэлем Феррарой)                                                                    | Номинация |
| 2015 | AVN Award | Исполнительница года                              | | Номинация |
| 2015 | XRCO      | Оргазмическая аналистка                           | | Победа    |
| 2016 | AVN Award | Исполнительница года                              | | Номинация |
| 2016 | AVN Award | Лучшая лесбийская сцена секса                     | The Turning (с Картером Крузом, Джеленой Дженсен и Тарой Морган)                                           | Номинация |
| 2016 | AVN Award | Лучшая сцена анального секса                      | Brunettes Go Black (с Лексингтоном Стилом)                                                                 | Номинация |
| 2016 | AVN Award | Лучшая сцена группового секса                     | Adriana's a Slut                                                                                           | Номинация |
| 2016 | AVN Award | Лучшая сцена триолизма Ж/Ж/М                      | Adriana's a Slut                                                                                           | Номинация |
| 2016 | AVN Award | Лучшая сцена группового секса                     | Mick Blue Is One Lucky Bastard                                                                             | Номинация |
| 2016 | AVN Award | Лучшая сцена группового секса                     | Orgy Masters 7                                                                                             | Номинация |
| 2016 | AVN Award | Лучшая сцена секса с транссексуалом               | TS Playground 21                                                                                           | Победа    |
| 2016 | AVN Award | Лучшая сцена орального секса                      | Adriana Chechik & Karmen Karma's Through the Jeans BJ                                                      | Номинация |
| 2016 | AVN Award | Исполнительница года                              | | Номинация |
| 2017 | AVN Award | Актриса года                                      | | Победа    |
| 2017 | AVN Award | Лучшая сцена орального секса                      | Adriana Chechik: The Ultimate Slut                                                                         | Победа    |
| 2017 | AVN Award | Лучшая сцена группового секса                     | Adriana Chechik: The Ultimate Slut                                                                         | Номинация |
| 2017 | AVN Award | Лучшая актриса второго плана                      | Color Blind                                                                                                | Номинация |
| 2017 | AVN Award | Лучшая сцена триолизма Ж/Ж/М                      | Veronica Rodriguez: Latina Squirt Goddess                                                                  | Номинация |
| 2017 | AVN Award | Самая возмутительная сексуальная сцена            | Holly Hendrix's Anal Experience                                                                            | Победа    |
| 2018 | AVN Award | Исполнительница года                              | | Номинация |
| 2018 | AVN Award | Лучшая звездная демонстрация                      | Adriana Chechik Is the Squirt Queen                                                                        | Номинация |
| 2018 | AVN Award | Лучшая сцена анального секса                      | Adriana Chechik Is the Extreme Anal Queen                                                                  | Номинация |
| 2018 | AVN Award | Лучшая сцена секса с транссексуалом               | Adriana Chechik Is the Squirt Queen                                                                        | Победа    |
| 2018 | AVN Award | Лучшая сексуальная сцена в виртуальной реальности | Zombie Slayers                                                                                             | Победа    |
| 2019 | AVN Award | Лучшая сцена группового секса                     | Fuck Club                                                                                                  | Номинация |
| 2020 | AVN Award | Лучшая сцена орального секса                      | Swallowed 29                                                                                               | Победа    |
| 2021 | AVN Award | Лучшая сцена группового секса                     | Adriana Chechik's Extreme Gangbang                                                                         | Победа    |
| 2021 | AVN Award | Лучшая сцена секса с транссексуалом               | Transfixed 6                                                                                               | Победа    |